# Антисана
Антисана — вулкан. Располагается в провинции Напо, в 50 километрах к юго-востоку от Кито, Эквадор.
Антисана — стратовулкан, покрытый ледником, высотой 5753 метров. Находится к западу от недавно открытого вулкана Алисо. Антисана возник в эпоху позднего плейстоцена и сформировался в 2 этапа. Юго-восточная часть вулкана наиболее старая и занимает большую часть вулкана. Она состоит из застывших лав, пирокластических потоков, брекчий. Вулкан видоизменился в результате возникновения ледника, которому предшествовало 2 взрывных извержения на восточной и южной кальдерах вулкана. Северо-западный склон вулкана наиболее молодой и на нём можно заметить конусообразный рельеф. Содержит большое количество застывших лав, которые вытекали из вершинного конуса вулкана. Состав застывшей лавы состоит из порфиритов.
Официально зафиксировано одно извержения вулкана, произошедшее в 1801—1802 годах. Тогда лава вытекала из конуса вулкана по западному склону и проделала путь длиной 15 километров.
Впервые вершину вулкана покорили 9 марта 1880 года английский исследователь Эдуард Уимпер и итальянский альпинист Жан-Антуан Каррель.

## Видео
- Предгорья вулкана Антисана на YouTube (исп.)